# Sichau
Sichau este o comună din landul Saxonia-Anhalt, Germania.